# ’Allo ’Allo! (seria 4)
Premierowa emisja czwartej serii serialu ’Allo ’Allo! miała miejsce od 7 listopada do 12 grudnia 1987 roku na kanale BBC One. Scenarzystami byli Jeremy Lloyd i David Croft. Ten ostatni wspólnie z Martinem Dennisem był także reżyserem wszystkich odcinków czwartej serii.

## Obsada
Seria czwarta przyniosła pierwsze poważniejsze przetasowania w głównej obsadzie serialu. Francesca Gonshaw została zastąpiona przez Sue Hodge (w fabule Mimi zajęła miejsce Marii jako druga, po Yvette, kelnerka Café René). Po odejściu Sama Kelly’ego, grającego Hansa, w serialu pojawił się włoski kapitan Alberto Bertorelli (w jego roli Gavin Richards).
Obsada serii przedstawia się zatem następująco:
- Gorden Kaye jako René Artois
- Carmen Silvera jako Madame Edith
- Vicki Michelle jako Yvette
- Sue Hodge jako Mimi Labonq
- Richard Marner jako pułkownik von Strohm
- Sam Kelly jako kapitan Geering
- Gavin Richards jako Alberto Bertorelli
- Guy Siner jako porucznik Gruber
- Kim Hartman jako Helga
- Richard Gibson jako Herr Flick
- John Louis Mansi jako von Smallhausen
- Hilary Minster jako generał von Klinkerhoffen
- Rose Hill jako Madame Fanny
- Jack Haig jako Roger LeClerc
- Kirsten Cooke jako Michelle
- Kenneth Connor jako Monsieur Alfonse
- John D. Collins jako Fairfax
- Nicholas Frankau jako Carstairs
- Kenneth Connor jako Monsieur Alfonse

## Odcinki
| Numeracja | Oryginalny tytuł                | Premiera w TV     |
| --------- | ------------------------------- | ----------------- |
| 4x01      | Hans Goes Over the Top          | 7 listopada 1987  |
| 4x02      | Camp Dance                      | 14 listopada 1987 |
| 4x03      | Good Staff Are Hard to Find     | 21 listopada 1987 |
| 4x04      | The Flying Nun                  | 28 listopada 1987 |
| 4x05      | The Sausage in the Trousers     | 5 grudnia 1987    |
| 4x06      | The Jet-Propelled Mother-In-Law | 12 grudnia 1987   |

## Fabuła

### Odcinek 1
Zarówno mieszkańcy kawiarni, jak i pułkownik von Strohm oraz kapitan Geering zamknięci są w jenieckim obozie. Zastanawiają się nad planem ucieczki. Pomóc chcą także Helga i porucznik Gruber, którzy uknuli już własny plan. Pomocną dłoń wyciągają również Crabtree, Monsieur Alfonse i Madame Fanny. Wszystkie próby wydostania się z obozu kończą się jednak zupełnym niepowodzeniem. Herr Flick i von Smallhausen drążą podkop, którego koniec okazuje się w obozie.

### Odcinek 2
René i spółce udaje się wreszcie wydostać na wolność. Pomaga im w tym porucznik Gruber, który przyjeżdża po nich śmieciarką. Do Michelle dociera informacje, że wojska niemieckie mają w planach zaatakowanie Anglii. Próba skontaktowania się z Londynem nie powodzi się, ponieważ Herr Flick podający się za Anglika zagłusza przekaz. Będący w panice René wyrzuca radio przez okno.

### Odcinek 3
Maria przez przypadek została wysłana w paczce czerwonego krzyża do Szwajcarii. Z tego też powodu Edith urządza w Cafe René casting na nową kelnerkę. Właściciel kawiarni jest z tego powodu bardzo zadowolony, jednak gdy dowiaduje się, kto ostatecznie został następczynią Marii uśmiech znika z jego twarzy. U pułkownika w biurze także pojawia się nowa postać – włoski kapitan Alberto Bertorelli.

### Odcinek 4
Michelle zastanawia się nad tym, w jaki sposób skontaktować się z Londynem. Madame Edith ma nowego adoratora, a jest nim kapitan Bertorelli. Herr Flick uważa, że pułkownik von Strohm i generał von Klinkerhoffen są zamieszani w spisek przeciwko Hitlerowi. Żeby upewnić się, czy to prawda, instaluje podsłuch w żonkilu znajdującym się w biurze pułkownika.

### Odcinek 5
Do kawiarni zostaje dostarczone nowe radio, jednak jak się okazuje, nie ma do niego baterii. Ma je dostarczyć jeden z agentów Michelle. Helga powiadamia wszystkich o podstępie, jaki knuje Herr Flick. Malowanie kopii obrazów przez porucznika zostaje ukończone. Gruber ukrywa je w kiełbasach i przychodzi do Cafe René. Tam niespodziewanie zjawia się generał von Klinkerhoffen.

### Odcinek 6
Pułkownik von Strohm wzywa do swojego biura René, żeby ostatecznie wyjaśnić sprawę kiełbas, w których ukryte są obrazy. Wszystkie osoby znajdujące się w kawiarni zostają przymusowo skazane na pracę w winnicy przez generała. Von Klinkerhoffen chce spróbować wszystkich rodzajów win. Michelle wpada na pomysł otrucia go.